# 幻想童話
幻想童話是韓國女子團體IZ*ONE收錄在他們的第三張迷你專輯《Oneiric Diary》的主打歌。歌曲於2020年6月15日由Off the Record和Swing娛樂發布。此曲是IZ*ONE收延遲發行的主打歌曲Fiesta之後的首個發行作品。

## 背景與發行
在2020年3月9日，PLEDIS娛樂創辦人兼CEO韓聖壽宣布他將在IZ*ONE發行他們的首張正規專輯《BLOOM*IZ》後退出該團體的共同管理。隔天，有報導指出Swing娛樂公司將參與該團體的管理，Swing娛樂也證實了這些報導。5月19日，IZ*ONE在FanCafe上發佈了一則公告，宣布他們將在6月15日發行第四張迷你專輯，並表示成員們正在最後的製作階段，以呈現更高品質的表演。6月1日，IZ*ONE發布了專輯預告片，揭示專輯名稱為《Oneiric Diary（幻想日記）》。6月8日，專輯曲目清單公佈，包括主打曲Secret Story of the Swan，以及其他七首歌曲，其中一首是由日本成員本田仁美創作，而矢吹奈子和宮脇咲良則負責這首歌的日語版填詞。6月11日，音樂錄影帶預告片發布，第二天再發布另一則預告片。然而，專輯發行與音樂錄影帶最終延遲了一天，改為6月16日發布。

## 編曲
這是一首以G小調作曲，節奏為103 bpm，
拍的電子舞曲。這首歌的主題是追尋內心深處的夢想，並實現成為真正的自己。在歌詞中，IZ*ONE將自己描繪成童話故事的主角。這首歌的名稱直接翻譯為“幻想童話故事”，並由MosPick撰寫、編曲和作曲。此外，日語版本的歌詞也由成員矢吹奈子和宮脇咲良與MosPick共同撰寫。

## 商業表現
這首歌在南韓Gaon數位榜上初登場就取得了第六名，成為該團體在韓國的第二首進入前十名的熱門歌曲。同時，這首歌在美國世界數位歌曲銷售榜上達到了第11名的峰值，是自Violeta以來該團體在該榜單上排名最高的歌曲。此外，在K-pop Hot 100榜單上，這首歌曲排名第五，是他們的第三首進入前十名的熱門歌曲。

## 獲獎
| 年份 | 頒獎典禮               | 獎項                  | 結果 | 來源  |
| ---- | ---------------------- | --------------------- | ---- | ----- |
| 2020 | 2020年Mnet亞洲音樂大獎 | 最佳舞蹈演出-女子團體 | 提名 | [ 5 ] |
| 2020 | 2020年Mnet亞洲音樂大獎 | 年度最佳歌曲          | 提名 | [ 5 ] |

### 音樂節目
IZ*ONE在6月23日的《The Show》上以他們的歌曲贏得了首次勝利，擊敗了N.Flying的Oh Really和Weki Meki的Oopsy。這首歌曲在多個音樂節目中贏得了七次勝利，並與Violeta並列成為他們最受獎項的歌曲。
| 節目                       | 日期    | Ref.   |
| -------------------------- | ------- | ------ |
| THE SHOW（SBS MTV）        | 6月23日 | [ 7 ]  |
| THE SHOW（SBS MTV）        | 6月30日 | [ 8 ]  |
| Show Champion（MBC Music） | 6月24日 | [ 9 ]  |
| M Countdown（Mnet）        | 6月25日 | [ 10 ] |
| 音乐银行（韓國廣播公司）   | 6月26日 | [ 11 ] |
| Show! 音樂中心（MBC）      | 6月27日 | [ 12 ] |
| 人气歌谣（SBS TV）         | 6月28日 | [ 13 ] |

## 榜單
| 榜單 (2020)                  | 峰值 |
| ---------------------------- | ---- |
| （Gaon）                     | 6    |
| （K-pop Hot 100）            | 9    |
| 美国（告示牌世界單曲銷售榜） | 11   |